# دزدبیشه
دزدبیشه (به تالشی: Dızdəvişə) یک روستا و بخش در جمهوری آذربایجان است که در شهرستان آستارا واقع شده‌است. دزدبیشه ۱٬۲۲۴ نفر جمعیت دارد. این روستا بعدها تلمان (در دوران اتحاد جماهیر شوروی) و سپس چای‌اوبه (Çayoba) نیز نامیده شده است.

## ریشه واژه
دزد یا دیزد در زبان تالشی همان دزد در زبان فارسی و ویشه به‌معنی جنگل یا بیشه است.